# マイケル・デュカキス

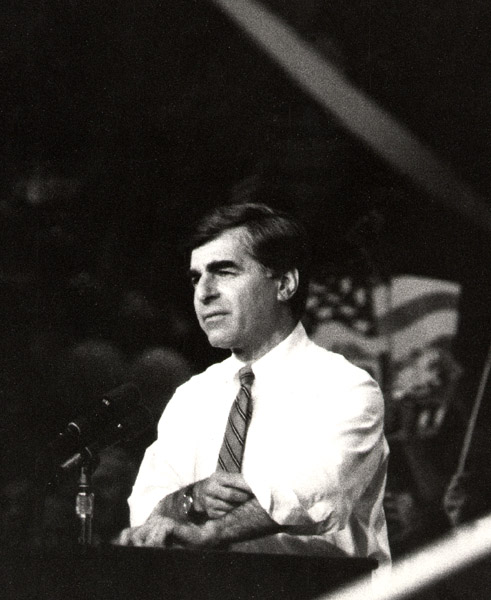
カリフォルニア大学ロサンゼルス校のポーリー・パビリオンで。(1988年11月7日)

マイケル・スタンリー・デュカキス（英語: Michael Stanley Dukakis、1933年11月3日 - ）は、アメリカ合衆国の政治家。第65・67代マサチューセッツ州知事、同州下院議員を務めた。史上最も長期にわたってマサチューセッツ州知事を務め、スピロ・アグニューに続くアメリカ史上2人目のギリシャ系アメリカ人の州知事であった。1988年アメリカ合衆国大統領選挙で民主党の大統領候補となったが、共和党のジョージ・H・W・ブッシュ副大統領に敗北し、その後カリフォルニア大学ロサンゼルス校公共政策学部教授を務めている。

## 生い立ち
1933年11月3日にマサチューセッツ州ブルックラインに誕生する。デュカキスの父親であるパノス（1896年 - 1979年）は、トルコのバルケスィル県からのギリシャ系移民であった。1912年にマサチューセッツ州ローウェルに移り住み、12年後にハーバード・メディカルスクールを卒業、産科医として働いた。母親のエウテルペ（旧姓ブーキス、1903年 - 2003年）はラリサからの移民であった。彼女は一家と共に1913年にハーバーヒル に移り住んだ。彼女はベイツ大学の卒業生であった。
デュカキスは故郷のブルックライン高校に入学した。1955年にスワースモア大学を卒業後アメリカ陸軍に入隊し、韓国に派遣された。1957年に除隊し、1960年にはハーバード・ロー・スクールで法学位を取得した。デュカキスはイーグルスカウトの位を得ており、ボーイスカウトアメリカ連盟より殊勲イーグルスカウト賞を受賞している。

## 政治経歴
マサチューセッツ州知事時代は増税する事無く破産状態だった財政を立て直すなどの実績をあげ、州の産業は発展して福祉も充実した。この成功は「マサチューセッツの奇跡」と呼ばれ、こうした実績を背景にして大統領選挙に臨んだデュカキスは、順調に民主党の大統領候補としての正式指名を獲得した。一時は共和党のブッシュに対して世論調査による支持率で17パーセントの差をつけたが、本選挙ではブッシュのネガティブ・キャンペーンによって支持率を逆転されて敗れ去った。

## 1988年アメリカ合衆国大統領選挙

### ウィリー・ホートン
1988年アメリカ合衆国大統領選挙でブッシュ陣営が流したテレビコマーシャルは以下のようなものであった。
| 「 | ブッシュは死刑制度を支持しています。デュカキスは死刑制度に反対しています。 マサチューセッツ州では殺人犯の一時帰休が認められています。 ウィリー・ホートンは強盗に入り、少年を19回も刺して殺しました。 終身刑を受けたホートンは10回もの一時帰休を認められ、その最中に逃亡し、若いカップルをさらいました。男性は殺され、女性は繰り返し強姦されました。 殺人犯の一時帰休。これがデュカキスの政策です。 | 」 |

このCMは本選挙に入った9月以降繰り返し放映され、世論に大きな反響を巻き起こしてデュカキスに深刻な打撃を与えた。別のCMもある。刑務所の出入口で回転ドアを通って、囚人たちが続々と入って来る。反対側からは囚人たちが続々と外に出て行く。そこに、「デュカキスがマサチューセッツでやったことを、国政で繰り返させてはいけない」というナレーションが入る。「マサチューセッツの奇跡」を成し遂げたデュカキスに対して、ブッシュには特にこれといった売りが無かった。そのブッシュがデュカキスに勝利できたのは、このテレビコマーシャルによるところが大きかったと言われる。
実際には殺人犯の一時帰休制度は、デュカキスの前任の知事であるフランク・サージェントが開始したものである。サージェントはリベラル派ながら共和党の政治家であり、デュカキスはサージェントの政策を継承したに過ぎない。その一方でブッシュのテキサス州では犯罪が増加し、刑務所は定員を大きくオーバーしていた。また、副大統領としてのブッシュは1万人の麻薬密売人の一時帰休を認め、その中には帰休中に強姦・殺人を働く者もいた。しかしデュカキスがこうした反論を行ったのはテレビコマーシャルが流されてから1か月半経ってからだった為、有権者にはアピールできずに終わった。ブッシュは他にもマサチューセッツ州の海が汚染されていることを攻撃した。だが、実はテキサス州の海の方がもっと汚染されていた。しかしデュカキスが反論したのは、やはり1か月半経ってからだった。また、退任間近のレーガン大統領もデュカキスに精神病歴があるとの噂を広める事に手を貸し、自らの副大統領を側面支援した。

### テレビ討論での失態
最後のチャンスとなったテレビ討論でも、デュカキスはあまりに拙劣だった。この失敗が響き、デュカキスが獲得した選挙人はブッシュの426人に対して111人に留まった。

### 最も汚い選挙戦
選挙戦の終盤になると追い込まれたデュカキス陣営は、自らもネガティブ・キャンペーンを始めざるを得なかった。「ブッシュはアホ」を強調するテレビコマーシャルや、ブッシュの副大統領候補であるダン・クエールを笑い者にするテレビコマーシャルが作成された。その為、この年の選挙戦は史上最も汚い選挙戦とされる。

## 親族
女優のオリンピア・デュカキスは従姉に当たる。

## 参照
1. ↑  Greek Americans: Struggle and Success (2nd edition), by Charles C. Moskos (page 176). Transaction Publishers, 1989 (ISBN 9780887387784).
2. ↑  "Community News– Dukakis" Society Fârşărotul Newsletter, February 1989
3. ↑  "Fanfares for Michael Dukakis", The New York Times, July 23, 1988. Accessed February 5, 2008. "And then the candidate, once a trumpeter in the Brookline High School band, took the podium and performed his own Fanfare for the Common Man."
4. ↑  Townley, Alvin. Legacy of Honor: The Values and Influence of America's Eagle Scouts. New York: St. Martin's Press. pp. 192–196. ISBN 0-312-36653-1 2006年12月29日閲覧。
5. ↑  “「オクトーバー・サプライズ」”. www.rakuten-sec.co.jp.   www.rakuten-sec.co.jp. 2021年3月14日閲覧。